# Петар Телусон
Петар Телусон (Женева, 27. јун 1737 — Лондон, 21. јул 1797) је био швајцарски послован човек и банкар, који се настанио у Лондону.
Телусон је био члан Хугенота који су напустили Француску и отишли за Женеву у 16. веку. Његов отац, Исак Телусон, је створио швајцарску банку, а и постао женевски амбасадор Париза. Петар, уз помоћ свог брата Џорџа-Тобија, је успешно водио банку у партнерству са Жаком Некером, Телусон је водио лондонски део од 1760. а Некер је водио париски део.
Оба партнера су се обогатила својом сарадњом. 6. јануара 1760. Телусон се жени Аном, ћерком Метјуа Вудфорда и сестре Ралфа Вудфорда. 1761. добија британску националност од стране британског парламента.
Бавио се и другим пословима. Био је директор Енглеске Банке, делимичан власник неколико рафинерија шећера, а најважније увозник дувана и шећера иѕ Западне Индије.